# ミストラス
ミストラス（Μυστράς, Μυζηθράς / Mystras, Myzithras）は、ギリシア・ペロポニソス半島南東部のラコニア県にある中世城塞都市遺跡。東ローマ帝国の地方行政組織モレアス専制公領の行政府・文化都市で、ユネスコ世界遺産に登録されている。日本では西欧の文献で長く用いられた表記を採用して「ミストラ」(Mistra)と記す場合も多い。
また、ミストラスは遺跡付近の集落の名でもあり、遺跡周辺を含む自治体の名でもあった。行政区画の再編により、現在はスパルティ市の一部となっている。

## 名称について
この都市の元々の名前「ミジスラス」は「チーズ製造酪農家」を意味する中世ギリシア語である。これが「ミストラス」という現在の形に変わったのは17世紀以降のことと考えられる。十字軍と共にやって来た西欧人はギリシア人が話すこの言葉の対格形(Μυζηθρά)を主格と聞き違え、自らの言語に採り入れて「ミシスラ」(Misithra)とした。その後この名称が転訛を遂げて17世紀後半に「ミストラ」と呼ばれるようになり、現在に至っている。西欧の文献並びにそれを採り入れた日本語文献の多くでこの名称が用いられているのは、こうした経緯によるものである（モレアス専制公領の項目も参照）。

## 歴史

### ミストラス建設以前
ミストラスの歴史は近隣に立つ古代都市スパルタの歴史と密接に結びついている。古代スパルタは395年の西ゴート族長アラリックの攻撃により崩壊し、間もなくキリスト教都市として再建された。その後、6世紀に始まるスラヴ人の侵入と定住の中、再度スパルタ市は放棄され、市民の一部はシチリア島に移住、別の一団は半島南東端の沿岸にモネンヴァシア市を建設してスラヴ人の波を逃れることになった。10世紀にスラヴ人のギリシア正教文化への同化が完了してペロポニソスに於ける東ローマの支配（初期はセマ・エラスの一部、後にセマ・ペロポニソスとして独立）が再建されると、スパルタ市も再び府主教座都市ラケデモン（ラケデモニアとも。古代名ラケダイモンに由来）として再建され、その後長く安定した時代が続いた。
ペロポニソスとスパルタの状況が一変するのは、東ローマの首都コンスタンティノポリスを征服しラテン帝国を建設した第4回十字軍の時代である。彼らは征服前の取り決めに基づいて旧帝国領を分割することになったのであるが、ペロポニソス半島（この頃からギリシア人によって「モレアス」と、ラテン人によって「モレア」と呼ばれるようになった）はフランス騎士ギヨーム1世・ド・シャンリットとジョフロワ1世・ド・ヴィルアルドゥアンの二人に与えられ、彼らが征服を進めつつアカイア公国を建設した。

### ミストラスの建設
第四代アカイア公ギヨーム2世・ド・ヴィルアルドゥアン(在位1246年-1278年)は1248年にモネンヴァシアを占領して半島の統一を達成した。しかし、タイゲトス山脈にはなおスラヴ人の一部族・メリング族が拠り、公国に対して不服従を続けていた。ギヨームは1249年、彼らを監視し服属させるための前線基地としてタイゲトス山脈脇に良好な条件を備えた丘を見つけここに城を築いた。それがミストラスの始まりである。彼は他に「大マニ城」(1250年)も建設し、重点的に支配の確立を図った。前哨基地として建設されたミストラスであったが、ギヨームはこの城を気に入り、かなり多くの時間をここで過ごしたようである。当初は城に滞在していたが、新たに滞在用の居館（後の宮殿の一部）を丘の中腹に建設している。
アカイア公国の全盛期を築き上げたギヨーム2世であったが、思わぬところで失墜を経験する。彼はコンスタンティノポリス奪回に大きく前進しつつあった東ローマの亡命政権ニケア帝国のミハイル8世パレオロゴス帝を牽制すべく、イピロス専制公国やシチリア王国との同盟に乗り出し、1259年にペラゴニアの戦いでこれに挑んだ。しかし同盟軍は大敗を喫し、ギヨームは捕虜となってしまう。彼は三年間の虜囚生活の後、漸くミストラス、モネンヴァシア、「大マニ城」、ゲラキ四要塞を東ローマに割譲することで釈放された(1262年)。こうしてミストラスは東ローマ領ペロポニソスの重要拠点としての歴史を歩み始めることになった。
当初は港湾・要塞都市モネンヴァシアが東ローマ支配の拠点となったが、東ローマ側がアカイア公国の征服を目指して内陸に進出するとミストラスに中心地が移動した。しかも、戦争が膠着状態になったため、戦乱を避けてそれまでスパルタに居住していたギリシア人住民が安全を求めてミストラスの城下に集まってくるようになった。こうして、それまでは単なる城であったミストラスが都市として発展する土壌が作られた。

### モレアス専制公領の成立とミストラスの発展
ミストラスが発展期を迎えたのは14世紀も半ばのことである。帝位争いの内乱を経て即位したヨアニス6世カンダクジノスは、内乱で弱体化した帝国を再建すべく各地に親族を統治者として派遣した。ペロポニソス半島には次子マヌイル・カンダクジノス専制公(在任1349年-1380年)が派遣され、彼は1349年10月25日に到着した。これがいわゆるモレアス専制公領の発足である。マヌイルは半島全体の復興と発展に尽力したが、中でもミストラスの発展はめざましいものがあった。彼はミストラスに居を構え、専制公領の拠点にふさわしく、また増加しつつあった人口に対応し得る都市作りを開始した。彼は市街地を取り囲む城壁を建設し、各所に塔や門を建設して防備を固めた。またヴィルアルドゥアンが建てた居館を増築して宮殿とし、行政の中心とした。城壁内地区に移り住んだ人々はそれぞれの家屋を建設し、市街が形成されていった。この時、市街建設の建材には既に廃墟となった古代スパルタの石材が多く使われている。
マヌイルがミストラスにもたらしたのは単なる都市空間の基礎だけではない。一流の教養人を父に持つ彼は文芸にも理解を示し、戦乱・政争を逃れてコンスタンティノポリスやセサロニキから移住してきた文化人を保護し、また聖堂・修道院の建設を後援した。自由な気風に満ち溢れたミストラスに於いて、文芸では人文主義、教会美術においては写実的な作風が特徴的ないわゆる「パレオロゴス朝ルネサンス」と呼ばれる文化興隆の一典型が形成された。少し後の時代になるが、「ギリシア民族の再生」を訴えた新プラトン主義哲学者ゲオルギオス・ゲミストス・プリソンを生み出したのも、このミストラスの環境であるといえる。彼はこの都市で研究し、教育活動を行い、1452年にここで死去した。
マヌイルの死後間もなくしてモレアス専制公領はパレオロゴス家の構成員による統治に移行したが(1384年)、ミストラスは変わりなく同地の政治・社会・文化の中心地であり続けた。この時代にはさらに宮殿に謁見広間が増築されて現在の形となり、市街地はさらに拡大された。修道院や聖堂の数も増加し、文化都市としての発展も続いた。モレアス専制公領はコンスタンディノス・パレオロゴス専制公（後の皇帝コンスタンディノス11世）の許でアカイア公国を併合して半島の統一を達成し、さらにはアテネとギリシア本土に進軍する勢いを見せた。ミストラスは中世ヘレニズムの中心地として、オスマン朝に周囲を囲まれて衰退を見せる首都コンスタンティノポリスを凌ぐ繁栄を謳歌した。
しかしモレアス専制公領の発展と繁栄も、遠く離れたコンスタンティノポリスを解放する力とはならなかった。ギリシア本土に進軍したコンスタンディノスの軍隊はオスマン軍の反撃に遭い敗退し、専制公領にも大きな被害をもたらした。コンスタンディノスは兄ヨアニス8世パレオロゴス帝の死去に伴い、1449年1月、ミストラスで戴冠しコンスタンティノポリスに向かった。彼がこの地を再び踏むことはなく、1453年5月29日、コンスタンティノポリスの陥落と共に世を去った。
今やバルカン半島と小アジアを統一する勢力となったオスマン朝に対し、東ローマ唯一の残存拠点となったモレアス専制公領は内紛に揺らぎ、抵抗する術を持たなかった。1460年5月29日、最後のミストラス専制公ディミトリオス・パレオロゴスは進軍するオスマン朝のスルタン・メフメト2世に降伏開城し、モレアス専制公領の歴史は終わった。くしくも、それはコンスタンティノポリスの陥落から丁度7年目の事であった。

### オスマン時代
しかし、オスマンによる征服はミストラスの歴史の終わりを意味しなかった。トルコ風にメジストレ(Mezistre)と改称されたミストラスは引き続いてオスマン領となったモラ（モレアス）県の行政府として発展を続けた。丘上の城は守備隊の駐屯地、宮殿は県知事の所在地、キリスト教の聖堂や修道院は多くがイスラム教のモスクに改装された。ミストラスに新たなモスク建設の跡が見られないのは特筆すべきことであり、新たな住民となったオスマン人も、この美しい建築物を愛好したことをうかがわせる。約一世期間にわたる平和期間の中で市街地はさらに拡大され、城郭地区を越えて「外市街」までが形成されるに至った。また土着の産業として絹織物産業が発展し、ミストラスの発展を経済的にも支えた。市街にはトルコ人、ギリシア人の他、ユダヤ人商人も住み着き、彼らの地区も形成されている。
その後、16世紀末から1684年-1715年の一時的なヴェネツィア支配を挟んでペロポニソス半島は小規模な紛争の断続する時代に入ったが、ミストラスは特に大きく影響を受けることはなかった。この時代には人口42, 000人を数えていた。
近代に入り古代ギリシアへの関心が西欧で高まると、ドイツ、フランス、イギリスなどから数多くの旅行者がギリシア各地を訪問した。彼らはミストラスをも訪問したが、彼らはそこを中世ビザンティン都市とは見なさず、古代スパルタの栄光を見出そうとした。専制公の宮殿は彼らにとってはトロイア戦争の英雄、「スパルタ王メネラオスの宮殿」だったのである。有名なヨハン・ヴォルフガング・フォン・ゲーテの『ファウスト』第二部第三幕ではファウスト博士が乗っ取った「スパルタ宮殿」が出てくるが、これもまたミストラスの描写そのものである。

### 破壊と衰退―ミストラスの終焉
ミストラスに破壊と衰退がもたらされたのは、18世紀後半のことである。この頃になると、次第にペロポニソスのギリシア人は自立、あるいはさらに独立を求める傾向を強め、これに西欧・ロシアなど列強が絡んで紛争は拡大した。1770年、ロシア帝国女帝エカテリーナ2世の指令を受けたオルロフ家のグリゴリー・アレクセイ兄弟がペロポニソス半島において大規模な反乱を指導した。しかし、これは失敗に終わり、その報復としてオスマン朝のアルバニア軍団が半島全土に破壊と荒廃をもたらした。ミストラスもその例外ではなく、市街の建造物の多くが破壊され、人口も大幅に減少した。
歴史の皮肉がミストラスに襲いかかる。既に衰えたミストラスにとどめを刺したのは、1821年に始まるギリシア独立戦争であった。1825年、オスマン朝アルバニア軍団の司令官イブラーヒーム・パシャ（エジプト太守ムハンマド・アリーの息子）はギリシア軍に猛攻を加え、ミストラスを占領しこれを灰燼に帰せしめた。ミストラスの都市機能はこの時、事実上終焉を迎えた。さらに、ギリシア独立後の1834年、新国王オソン1世はミストラスの「死滅都市」宣言を発し、新たにスパルタ市の建造に着手する。住民は次々にスパルタに移住し、新たな都市の建設には廃墟となったミストラス建造物の建材が再利用された。ミストラスが建設された時とは逆の事が行われたのである。なお留まっていた住民は旧来の城郭地区ではなくその外側（かつての「外市街」を含む）に新たなミストラス村を建設しそこに居住することとなった。
1921年、ギリシア政府はミストラスを史跡に指定し、都市全体が博物館として保存されることが決定した。1938年からは建造物の修復・保存活動が始まっている。
第2次世界大戦とそれに続くギリシア内戦の一時期、ミストラスは近隣住民の避難先、あるいは軍の拠点として使用されたが、1949年の内戦終結に伴ってパンダナサ修道院の修道女を除いて残っていた全住民が退去し(1953年)、生活空間としてのミストラスの歴史は完全に終わりを告げた。ミストラスは都市遺跡・博物館として整備され、1989年にはユネスコ世界遺産に登録されて現在に至っている。

## ミストラスの史跡
ミストラスにはギリシャ正教会関連の美しい聖堂・修道院と宮殿・住居など数多くの建造物が残っている。

### 聖堂・修道院
- 府主教座－アギオス・ディミトリオス聖堂　　スパルタ－ラケデモニア府主教座がここにあったのでこの名で呼ばれる。もともとはバシリカ様式で建てられたが後に上部にギリシア十字・ドーム建築を増設した特異な複合建築、通称「ミストラス様式」の建物となる。併設された僧房は現在博物館となっている。
- オディギトリア聖堂　　別名アフェンディコ聖堂。オディギトリアとは「導きの主」を意味する生神女マリアの異称。アギオス・ディミトリオス聖堂とは逆にギリシア十字・ドーム聖堂として建築された後改築されてミストラス様式となる。ヴロンドヒオン修道院主聖堂で多数の付属施設（食堂、僧房、埋葬堂他）。
- パンダナサ修道院聖堂　　1428年、ヨアニス・フランゴプロスによる建立。パンダナサとは「世界の女王」を意味する生神女マリアの異称。初めからミストラス様式で建設。現在も女子修道院としてミストラスで唯一活動。『ラザロの復活』『イェルサレム入城』といった福音書題材の連作など、多数のフレスコ画が比較的状態良く残る。人間描写が深まり、後のイタリア・ルネサンスのはしりともいわれる。
- アギア・ソフィア聖堂　　ゾオドトス・ピギ（生命の泉）修道院の聖堂（専制公宮殿付聖堂）と推定される。ギリシア十字・ドーム聖堂。
- ペリヴレプトス修道院聖堂　　14世紀中頃の建立。市街の南の外れ、丘をくり抜いて建てられた聖堂。内部はパンダナサと並ぶ多数の傑作フレスコ画がある。
- アギイ・セオドリ聖堂　　ヴロンドヒオン修道院の聖堂。1295年頃の建立。ミストラスに現存する最古の聖堂で、唯一の八角形ギリシア正十字聖堂（同じく世界遺産のダフニ修道院聖堂と同一の形式）。壁画はほとんど現存せず。

### 世俗建築
- 専制公宮殿　　三時代の建築。右翼館はヴィルアルドゥアン時代の建物、左翼館はパレオロゴス時代の建物で謁見の間として使用。中央館は初代専制公マヌイル・カンダクジノスの宮殿。専制公住居、食堂・厨房を備える。現在修復中。
- ヴィルアルドゥアン要塞　　ミストラス最初の建築物。丘の上にそびえ立ち、タイゲトス山脈を睨む。
- 城壁・塔　　モレアス専制公領成立後、人口増加に伴い単なる城から城塞都市へ拡大。市街地を囲い込む城壁と防備の為の塔、通路としての門が建設される。市街への入り口は二カ所。
- 邸宅　　モレアス専制公領時代からオスマン時代にいたる有力市民の邸宅。大半が廃墟になっているが、一部は修復され公開もされている。

## 世界遺産

### 登録基準
この世界遺産は世界遺産登録基準のうち、以下の条件を満たし、登録された（以下の基準は世界遺産センター公表の登録基準からの翻訳、引用である）。
- (2) ある期間を通じてまたはある文化圏において、建築、技術、記念碑的芸術、都市計画、景観デザインの発展に関し、人類の価値の重要な交流を示すもの。
- (3) 現存するまたは消滅した文化的伝統または文明の、唯一のまたは少なくとも稀な証拠。
- (4) 人類の歴史上重要な時代を例証する建築様式、建築物群、技術の集積または景観の優れた例。

## 行政区画

### 旧自治体（ディモティキ・エノティタ）
ミストラス地区（Δημοτική ενότητα Μυστρά）は、かつてラコニア県に属する自治体・ミストラス市（Δήμος Μυστρά）であったが、カリクラティス改革にともなう自治体統廃合（2011年1月施行）によってスパルティ市を構成する行政区（ディモティキ・エノティタ）となった。
現在のミストラスの集落（ミストラス村）は、かつてのミストラスの城郭の外にできたもので、ミストラス観光の拠点となっている。旧ミストラ市の行政的な中心はミストラス村ではなく、スパルティ市街に連坦するマグラに置かれていた。
ミストラス地区は以下のキノティタ（都市域・村落）および都市・集落から構成される。表中の Δ.δ. は Δημοτικό διαμέρισμα の略であり、カポディストリアス改革による統廃合（1999年1月施行）以前の旧自治体に由来する区画である。[　] 内は人口（2001年国勢調査）を示す。
| - Δ.δ. Μαγούλας マグラ [ 1,675 ] - η Μαγούλα マグラ [ 1,475 ] - το Σανατόριο [ 200 ] - Δ.δ. Αγίας Ειρήνης - η Αγία Ειρήνη [ 194 ] - Δ.δ. Αγίου Ιωάννου Λακεδαίμονος - ο Άγιος Ιωάννης [ 699 ] - Δ.δ. Αναβρυτής [ 92 ] - η Αναβρυτή [ 91 ] - η Μονή Φανερωμένης [ 1 ] - Δ.δ. Λογγάστρας [ 373 ] - η Λογγάστρα [ 294 ] - ο Καραβάς (Δ.δ. Λογγάστρας) [ 79 ] | - Δ.δ. Μυστρά ミストラス [ 807 ] - ο Μυστράς ミストラス [ 485 ] - το Βλαχοχώρι [ 5 ] - το Παλαιολόγιο (τ. η Σκλαβική) [ 227 ] - τα Πικουλιάνικα [ 75 ] - η Ταϋγέτη [ 15 ] - Δ.δ. Παρορείου - το Παρόρειο [ 321 ] - Δ.δ. Σουστιάνων [ 180 ] - οι Σουστιάνοι [ 94 ] - ο Καραβάς (Δ.δ. Σουστιάνων) [ 86 ] - Δ.δ. Τρύπης [ 267 ] - η Τρύπη [ 215 ] - ο Καραβάς (Δ.δ. Τρύπης) [ 29 ] - ο Σταυρός [ 23 ] |

- Διοικητική διαίρεση νομού Λακωνίας (πρόγραμμα Καποδίστριας) - ラコニア県の自治体・集落一覧（1999年 - 2010年）

## 交通

### 道路
自動車道路
- GR-82号線  (en)  : 〔… - カラマタ〕 - マグラ - 〔スパルティ〕